# Aetheca wagneri
Aetheca wagneri är en loppart som först beskrevs av Baker 1904.  Aetheca wagneri ingår i släktet Aetheca och familjen fågelloppor. Inga underarter finns listade i Catalogue of Life.